# Вильц, Рамон
Рамон Франсиско Вильц Бусело (исп. Ramón Francisco Wiltz Bucelo; 12 декабря 1926, Гавана — 27 мая 2022, Майами, Флорида) — кубинский баскетболист. Участник летних Олимпийских игр 1948 и 1952 годов, серебряный призёр Центральноамериканских и Карибских игр 1946 года, бронзовый призёр Центральноамериканских и Карибских игр 1950 года.

## Биография
Рамон Вильц родился 12 декабря 1926 года в кубинском городе Гавана.
В составе сборной Кубы по баскетболу дважды выигрывал медали Центральноамериканских и Карибских игр: серебряную в 1946 году в Барранкилье, бронзовую в 1950 году в Гватемале.
В 1948 году вошёл в состав сборной Кубы по баскетболу на летних Олимпийских играх в Лондоне, занявшей 13-е место. Провёл 6 матчей, набрал 42 очка (17 в матчах со сборной Ирана, 12 — с Ирландией, 6 — с Аргентиной, 7 — с Францией, 6 — с Мексикой).
В 1952 году вошёл в состав сборной Кубы по баскетболу на летних Олимпийских играх в Хельсинки, поделившей 13-16-е места. Провёл 4 матча, набрал 30 очков (17 в матче со сборной Бельгии, 9 — с Болгарией, 4 — с Чили).
Впоследствии перебрался в США, где поселился в штате Флорида.
Умер 27 мая 2022 года в американском городе Майами.